# Cynthia johni
Cynthia johni är en fjärilsart som beskrevs av Fischer 1932. Cynthia johni ingår i släktet Cynthia och familjen praktfjärilar. Inga underarter finns listade i Catalogue of Life.